# 레티로역
레티로역(스페인어: Retiro)은 마드리드 지하철 2호선의 역이다. 마드리드 살라망카 구와 레티로 구에 걸쳐 있다. 알칼라 거리 지하에 자리잡고 있으며 역 바로 옆에는 레티로 공원이 있다. 요금구역상으로는 A구역에 속한다.

## 역사
1924년 6월 14일 2호선 첫 개통 당시 영업에 들어간 역이다. 1997년에는 스페인의 만화가 밍고테가 그린 벽화가 임시 공연장 바로 옆 승강장 한쪽에 설치되었는데 레티로 공원의 활기찬 모습을 표현하였다. 이곳의 벽화는 마드리드 지하철에서도 가장 잘 알려진 작품으로 인식되고 있다.
환승역도 아니고 주변 역세권도 대부분 주택가로 이뤄져 있기 때문에 평상시에는 그리 붐비지 않는 편이다. 다만 주말에는 레티로 공원을 찾는 가족 이용객들로 넘친다.

## 환승 정보
역 주변에 시내버스 정류장이 여러 곳 있다. 경유하는 주간노선과 야간노선 역시 상당히 많다.
| 마드리드 지하철                  | 마드리드 지하철       | 마드리드 지하철                  |
| -------------------------------- | --------------------- | -------------------------------- |
| 프린시페 데 베르가라 라스 로사스 | 마드리드 지하철 2호선 | 방코 데 에스파냐 콰트로 카미노스 |